# Phytomyptera rotundata
Phytomyptera rotundata là một loài ruồi trong họ Tachinidae.